# 신 페인 지도부

## 총재
1. 에드워드 마틴(1859년생–1923년몰): 1905년-1908년.[1]
2. 존 스위트먼(1844년생–1936년몰): 1908년-1911년.[1]
3. 아서 그리피스(1872년생–1922년몰): 1911년-1917년.[1]
4. 에이먼 데 벌레라(1882년생–1975년몰): 1917년-1926년.[2] 1926년 당 깨고 나가서 피어너 팔 창당.
5. 산 우어 칼러(1872년생–1957년몰): 1926년-1931년.
6. 브리언 오 히긴(1882년생–1963년몰): 1931년-1933년.
7. 미할 오 플란나간 신부(1876년–1942년): 1933년-1935년.
8. 카헐 오 무르카더(1880년생–1958년몰): 1935년-1937년.
9. 마그레드 이 부어할러(1879년생–1962년몰): 1937년-1950년. 아일랜드 정당 최초의 여성 정당지도자.
10. 파드라그 막 로간(1899년생–1964년몰): 1950년-1952년; 1954년-1962년.
11. 토마스 오 둡갈(1917년생–1962년몰): 1952년-1954년.
12. 토마스 막 굴라(1924년생–2010년몰): 1962년-1970년. 1970년 당 깨고 나가서 아일랜드 노동자당(신 페인 공식파) 창당.
13. 루어리 오 브라더(1932년생–2013년몰): 1970년-1983년. 1983년 당 깨고 나가서 공화주의 신 페인 창당.
14. 게리 애덤스(1948년생-생존중): 1983년-2018년
15. 메리 루 맥도널드(1969년생-생존중): 2018년-현재

## 부총재
총재는 부총재를 지명할 권리가 없다. 당대회에서 총재를 선출할 때 부총재도 함께 선출된다. 원래 지도부에 부총재는 2명을 두었으나 게리 애덤스 지도부부터 1명으로 바뀌었다.
- 마틴 지도부
  - 아서 그리피스(1905년-1911년)[1]
  - 존 스위트먼(1905년-1908년)[1]
- 스위트먼 지도부
  - 아서 그리피스(1905년-1911년)[1]
  - 존 벌머 홉슨(1908년-1910년)[1]
- 그리피스 지도부
  - 서운 반 언 피러(1911년-불명)[1]
  - 토머스 켈리(1910년-불명)[1]
- 데 벌레라 지도부
  - 미할 오 플란나간 신부(1917년-1923년) → 케이슬린 플로렌스 린(1923년-1927년)
  - 아서 그리피스(1917년-1922년) → 패트릭 조지프 루틀레지(1923년-1926년)
- 우어 칼러 지도부
  - 마러 닉 시우너(1927년-불명)
  - 존 앤서니 매든(불명-불명)
- 오 히긴 지도부
  - 불명
  - 불명
- 오 플란나간 지도부
  - 마그레드 이 부어할러(1933년-1937년)
  - 산 우어 칼러(1933년-1934년) → 로런스 라울(1934년-1935년)
- 오 무르카더 지도부
  - 마그레드 이 부어할러(1933년-1937년)
  - 로런스 라울 & 토마스 막 이기르(1935년-1937년)
- 이 부어할러 지도부
  - 세이머스 미첼(1937년-불명) → 크리스토르 오 닐(불명-불명)
  - 파드라드 데 피르(1937년-불명) → 불명
- 제1차 막 로간 지도부
  - 토마스 오 둡갈(1950년-1952년)
  - 미칼 트렌피르(1950년-1954년)
- 오 둡갈 지도부
  - 마그레드 이 부어할러(1952년-1960년)
  - 미칼 트렌피르(1950년-1954년)
- 제2차 막 로간 지도부
  - 마그레드 이 부어할러(1952년-1960년) → 토니 메이건(1960년-1962년)
  - 토마스 오 둡갈](1954년-1962년)
- 막 굴라 지도부
  - 미칼 트렌피르(1962년) → 라우러스 오 그루어간(1962년-1969년) → 카헐 오 거일린(1969년-1970년)
  - 로리 오 드리스콜(1962년-1963년) → 산 막 오허(1963년-1965년) → 공석(1965년-1966년) → 소서우 오 클레리(1966년-1972년)
- 오 브라더 지도부
  - 라우러스 오 그루어간(1970년-1971년) → 다히 오 코널(1971년-1978년) → 게리 애덤스(1978년-1983년)
  - 소서우 오 클레리(1966년-1972년) → 마러 드룸(1972년-1976년) → 소서우 오 카헐(1976년-1978년) → 다히 오 코널(1978년-1983년)
- 애덤스 지도부
  - 필 플린(1983년-1985년) → 존 조 맥걸(1985년-1988년) → 팻 도허티(1988년-2009년) → 메리 루 맥도널드(2009년-2018년)
- 맥도널드 지도부
  - 미셸 오닐(2018년-현재)

## 원내대표
달 에런(아일랜드 국회)내대표
- 제28대-제30대 국회: 키빈 오 킬란(1997년 6월 26일-2011년 3월 9일)
- 제31대 국회: 게리 애덤스(2011년 3월 9일-2018년 2월 10일)
- 제32대 국회: 메리 루 맥도널드(2018년 2월 10일-현재)

사너드 에런(아일랜드 원로원)내대표
- 제23대 원로원: 피어스 대니얼 도허티(2007년 7월 24일-2010년 11월 26일) → 공석(2010년 11월 26일-2011년 5월 25일)
- 제24대 원로원: 데이비드 쿨리네인(2011년 5월 25일-2016년 2월 26일) → 공석(2016년 2월 26일-2016년 5월 11일)
- 제25대 원로원: 로즈 콘웨이월시(2016년 5월 11일-현재)

북아일랜드 의회내대표
- 제1대-제3대 의회: 게리 애덤스(1998년 7월 1일-2010년 12월 7일)
- 제3대-제4대 의회: 미셸 오닐(2017년 1월 23일-현재)

유럽의회내대표
- 제6대 의회: 메리 루 맥도널드(2004년-2009년)
- 제7대 의회: 바르브러 데 브룬(2009년-2012년 5월 3일) → 마르티나 앤더슨(2012년 6월 12일-2014년)
- 제8대 의회: 마르티나 앤더슨(2014년-현재)